# Arthur van Schendel
Pour les articles homonymes, voir Schendel.
Arthur van Schendel  est un romancier néerlandais né à Batavia le 15 mars 1874 et mort à Amsterdam le 11 septembre 1946. Il a d'abord écrit des romans néoromantiques (se déroulant souvent au Moyen Âge) puis des romans tragiques se situant au XIXe siècle avant de revenir au néoromantisme dans sa dernière période. Il reste surtout célèbre pour son roman La Frégate Marie-Jeanne. On lui a décerné le prix P.C. Hooft à titre posthume en 1947.

## Œuvres principales
- Drogon (1896)
- Un vagabond amoureux (Een zwerver verliefd, 1904)
- Un vagabond perdu (Een zwerver verdwaald, 1907)
- Les Fleurs de l'amour (Der liefde bloesems, 1921)
- Angiolino et le Printemps (Angiolino en de lente, 1923)
- Merona, un gentilhomme (Merona, een edelman, 1927)
- La Frégate Marie-Jeanne (Het fregatschip Johanna Maria, 1930)
- Jan Compagnie (1932)
- L'Homme de l'eau (De waterman, 1933)
- Un drame hollandais (Een Hollandsch drama, 1935)
- L'Homme riche (De rijke man, 1936)
- Les Oiseaux gris (De grauwe vogels, 1937)
- Le Monde, une fête dansante (De wereld een dansfeest, 1938)
- Les Sept Jardins (De zeven tuinen, 1939)
- Monsieur Obéron et Madame (Mijnheer Oberon en Mevrouw, 1940)
- Le Misanthrope (De menschenhater, 1941)
- La Vieille Maison (Het oude huis, 1946)